# الحزب التقدمي (1993)
الحزب التقدمي (بالبرتغالية: Partido Progressista‏) هو حزب سياسي في البرازيل تأسس عام 1993 على يد:
- حزب العمل الاجتماعي
- حزب العمل الإصلاحي

في عام 1995 اندمج الحزب مع الحزب التقدمي الإصلاحي في الحزب التقدمي البرازيلي.
أعاد هذا الحزب الجديد تغيير اسمه إلى الحزب التقدمي في عام 2003.